# داریا هالپرین
داریا هالپرین (انگلیسی: Daria Halprin؛ زادهٔ ۳۰ دسامبر ۱۹۴۸) هنرپیشه اهل ایالات متحده آمریکا است.